# Onitis shoensis
Onitis shoensis är en skalbaggsart som beskrevs av Reiche 1847. Onitis shoensis ingår i släktet Onitis och familjen bladhorningar. Inga underarter finns listade i Catalogue of Life.